# Fabien Foret

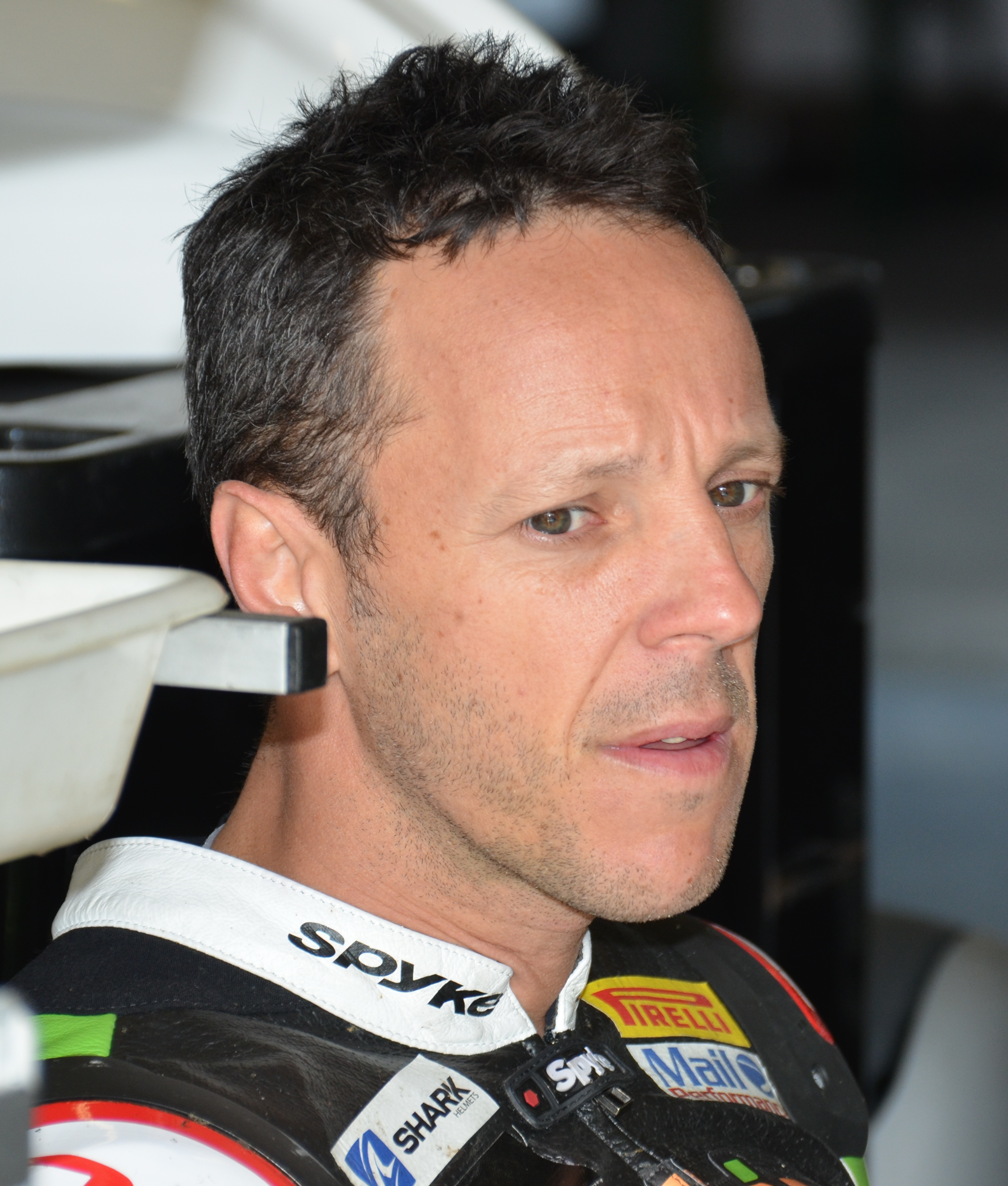
Fabien Foret

Fabien Foret, född 29 januari 1973 i Angoulême, Frankrike, är en fransk roadracingförare.
Foret blev världsmästare i Supersport-klassen 2002 med fyra racesegrar. Efter en kort sejour i Superbike-klassen 2006 återvände han till Supersport-VM. 2008 körde han en Yamaha YZF-R6 för Yamahas fabriksstall.
Efter att flera år ha varit bland de 3-4 bästa i Supersport bytte Foret till Superbike säsongen 2014.